# ヴォルフガング・ハーケン
ヴォルフガング（ウルフガング）・ハーケン（Wolfgang Haken、1928年6月21日 - 2022年10月2日）はドイツ出身の数学者。専門分野はトポロジー（位相幾何学）。数学上の難問として知られる四色定理（四色問題）を証明したことで知られる。

## 経歴
1928年、ベルリンに生まれる。第二次世界大戦中はポーランドに疎開して過ごした。15歳の頃に徴兵され、対空砲台に配属された。終戦後、キール大学において哲学、物理学、数学を学び、1953年に博士号を取得した。その後、ミュンヘンにある大企業シーメンス社に就職しマイクロ波工学の研究員となる。シーメンスでの仕事の傍ら、トポロジーの研究を続けていた。1956年にはアルプスで登山中に滑落事故を起こし、数日間昏睡状態が続いたほどの大怪我を追っている。
その後、国内で発表した論文をきっかけに数学会において注目されるようになり、アメリカ合衆国のイリノイ大学アーバナ・シャンペーン校に客員教授として招かれた。1965年には常任教授となった。プリンストン高等研究所への赴任経験も持つ。
ハーケンは大学生時代に知ったポアンカレ予想を証明することを目指していたが、叶えることはできず、俗に「ポアンカレ病」と呼ばれる精神疲労状態に陥ってしまう。そんなとき数学者のハインリヒ・ヘーシュから四色問題のことを聞かされ、研究対象をポアンカレ予想から四色問題へと変更した。
1976年に4歳年下の同僚ケネス・アッペルと共に四色定理を電子計算機（現在のコンピュータの原型）を用いて証明した。1979年ファルカーソン賞受賞。
1990年代後半にイリノイ大学を定年退官し、その後はシカゴにある自宅での研究を続けていた。晩年は子供たちが住むイリノイ州シャンペーンで過ごした。
多くの子供や孫に恵まれており、息子のリッポルド・ハーケン（Lippold Haken）はイリノイ大学の電気・コンピュータ工学教授となった。
2022年10月2日、死去。94歳没。